# Панкрац, Марсия
Марсия Энн Панкрац (англ. Marcia Anne Pankratz, 1 октября 1964, Уэйкфилд, Массачусетс, США) — американская хоккеистка (хоккей на траве), нападающий. Бронзовый призёр чемпионата мира 1994 года, двукратный серебряный призёр Панамериканских игр 1987 и 1995 годов. Участвовала в летних Олимпийских играх 1988 и 1996 годов.

## Биография
Марсия Панкрац родилась 1 октября 1964 года в американском городе Уэйкфилд в штате Массачусетс.
В 1986 году окончила колледж университета Айовы, играла за его команду по хоккею на траве «Айова Хоукиз». В 1984 году вышла с ней в финал чемпионата Национальной ассоциации студенческого спорта и попала в символическую сборную турнира.
В 1988 году вошла в состав женской сборной США по хоккею на траве на летних Олимпийских играх в Сеуле, занявшей 8-е место. Играла на позиции нападающего, провела 5 матчей, мячей не забивала.
В 1996 году вошла в состав женской сборной США по хоккею на траве на летних Олимпийских играх в Атланте, занявшей 5-е место. Играла на позиции нападающего, провела 7 матчей, забила 3 мяча (по одному в ворота сборных Нидерландов, Южной Кореи и Испании).
Участвовала в чемпионатах мира 1986 и 1994 годов. На турнире 1994 года завоевала бронзовую медаль, забила 1 мяч.
Дважды выигрывала серебряные медали хоккейных турниров Панамериканских игр — в 1987 году в Индианаполисе и в 1995 году в Мар-дель-Плата.
В 1995 году завоевала бронзовую медаль Трофея чемпионов.
В течение карьеры провела за сборную США 110 матчей, в 1985—1996 годах была её вице-капитаном.
По окончании игровой карьеры стала тренером. Была ассистентом главного тренера в университете Северной Каролины в Чапел-Хилле, главным тренером в Мичиганском университете, с командой которого в 2001 году выиграла чемпионат Национальной ассоциации студенческого спорта.

## Увековечение
В 2004 году введена в Зал славы хоккея на траве США.